# Torino Olympic Park

Il logo di Torino 2006.

La Fondazione 20 Marzo 2006, o Torino Olympic Park (TOP), è la struttura creata da Città di Torino, Provincia, Regione Piemonte e CONI per gestire tutti gli impianti utilizzati per i XX Giochi olimpici invernali a Torino e nei Comuni coinvolti nell'organizzazione dei giochi. Il suo motto è "Experience the passion", mentre il logo è stato scelto nel 2007 con un concorso pubblico, vinto dall'agenzia pubblicitaria Briefing Adv.
Ha sede operativa in Via Giordano Bruno 191 a Torino (sotto-quartiere Borgo Filadelfia), nell'area che aveva ospitato il villaggio olimpico.
Il parco comprende impianti situati a Bardonecchia dove si svolsero le gare di snowboard, Cesana Pariol dove si svolsero le gare di bob, slittino e skeleton, Cesana San Sicario dove si svolsero le gare di sci alpino e biathlon, l'Oval Lingotto dove si svolsero le gare di pattinaggio di velocità, il Palasport Olimpico dove si svolsero le gare di hockey su ghiaccio, il Palazzo a Vela dove si svolsero le gare di pattinaggio artistico, short track e pattinaggio di velocità, Pinerolo dove si svolsero le gare di curling, Pragelato dove si svolsero le gare di sci di fondo, di combinata nordica e di salto con gli sci, Sauze d'Oulx dove si svolsero le gare di freestyle, Sestriere dove si svolsero le gare di sci alpino, lo Stadio Olimpico Grande Torino dove si svolsero le cerimonie di apertura e di chiusura e Torino Esposizioni dove si svolsero le gare di hockey su ghiaccio.
Nel 2009 il 70% delle azioni è stato affidato ai privati. La gara è stata vinta dalla società americana Live Nation, in collaborazione con la società torinese Set Up, mentre i francesi di GL Events, che già organizzavano a Torino altri eventi come il Salone internazionale del libro, sono stati esclusi dalla gara per questioni procedurali.